# Мир Астрид Линдгрен

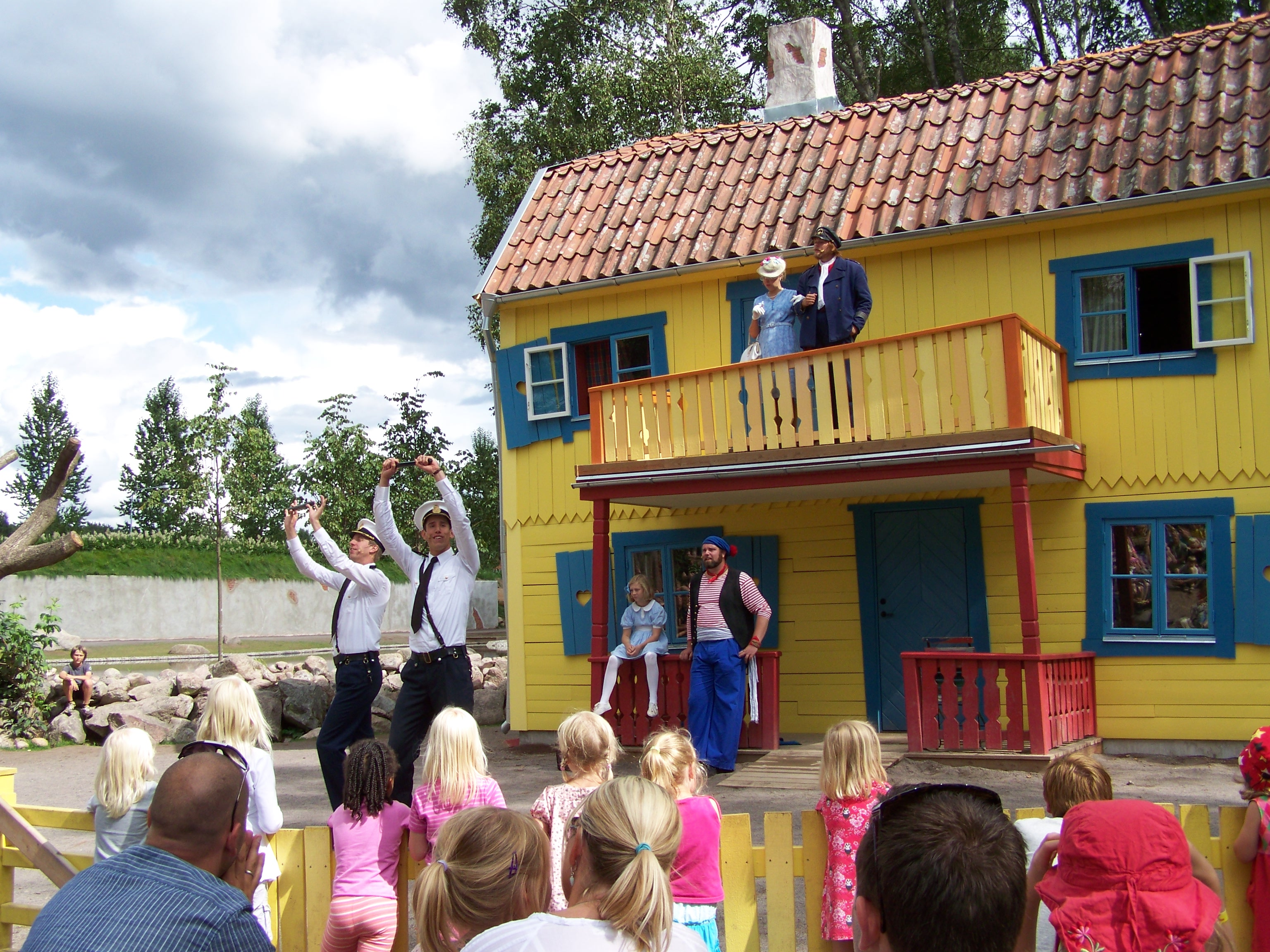
Мир Астрид Линдгрен, 2009

Мир Астрид Линдгрен — парк, расположенный в пяти километрах от родного города Астрид Линдгрен Виммербю, Швеция. На его 130,000 м2 можно встретить известнейших персонажей из её произведений. Все развлечения построены по описаниям, приведённым в книгах, и дают детям возможность погрузиться в любимые миры Пеппи Длинныйчулок, Эмиля из Лённеберги, Карлсона, который живёт на крыше и многих других любимых персонажей шведской писательницы. 
Мир Астрид Линдгрен открыт с мая до первых выходных ноября. В течение летнего сезона представления продолжаются целый день. Начинается всё с маленькой сценки на входе в парк и продолжается главными сценическими шоу с музыкой, пением и танцами. Но что больше всего ценится посетителями — это встречи с любимыми персонажами, которые общаются с детьми и на шведском, и на английском.